# Bryson Williams
Bryson Najee Williams (Fresno, 25 aprile 1998) è un cestista statunitense.